# Stella (Chrzanów)
Stella (wymawiana starannie [stella], potocznie [stela]) – osiedle w Chrzanowie położone w jego południowej części, na obszarze, którego utworzono jednostkę pomocniczą gminy Chrzanów.
Osiedle Stella bezpośrednio sąsiaduje od północy z osiedlami Młodości oraz Rospontowa i od południa z miejscowościami Pogorzyce i Źrebce, a poprzez tereny leśne także z osiedlami Borowiec od zachodu i Kościelec od wschodu.

## Historia
Zabudowę osiedla tworzy głównie otoczona lasem kolonia robotniczych bloków mieszkalnych, wybudowana dla pracowników Chrzanowskich Zakładów Materiałów Ogniotrwałych (nazwa przedwojenna: Zakłady Ceramiczne „Stella“), które powstały w tym rejonie miasta około 1928 r. Poza zabudową mieszkalną i przemysłową na terenie osiedla znajdują się też placówki edukacyjne i obiekty użyteczności publicznej, których część z przyczyn ekonomicznych pozostaje obecnie zamknięta (jak np. dom kultury, przedszkole).

## Obszar osiedla
Osiedle obejmuje tylko jedną ulicę: Kolonia Stella (prostopadle do niej przez osiedle przebiega także ulica Pogorska).